# Kaverös kyrka
Kaverös kyrka är en kyrkobyggnad som tillhör Högsbo församling i Göteborgs stift. Den ligger i stadsdelen Järnbrott i Göteborgs kommun.

## Kyrkobyggnaden
Kaverös kyrka ritades av arkitekterna Torsten Hansson, Per Persson och Sven Jönsson från Göteborg. Den invigdes i början av oktober 1969 och var till hälften bekostad av insamlade medel. Kyrkan byggdes av elever från Centrala yrkesskolan. 
Kyrkan är utförd helt i trä och ligger på en gräsbevuxen kulle omgiven av en naturtomt. Byggnaden består av två sammanfogade delar, där kyrksalen reser sig ur de omgivande byggnadsdelarna med ett pulpettak som sluttar starkt mot väster. Fasaden har en grov stående träpanel.  
Kyrkorummet har en högre vägg med ett stort fönsterparti, som svarar för huvuddelen av dagsljuset. Interiören domineras av väggarnas omålade, smala stående furupanel med många fönster och en inredning i mörkbetsad fur. Taket bärs upp av törebodabågar. Fasta bänkkvarter och bordsaltare som står mot fondväggen. Kyrkan har förändrats obetydligt sedan byggnadstiden.
Nordväst om kyrkan står en smäcker trebent klockstapel i trä med två synliga klockor.

## Inventarier
- Korväggen upptas av ett krucifix i keramik utfört av Agneta Larsen.
- På östväggen sitter ett krucifix utfört av Bo Lindencrantz.

### Orgel
Orgeln tillkom 2007 då den ersatte ett äldre instrument från Modulorgel. Den är särpräglad, med en glasad överdel och väggmonterade träpipor och byggd av Tostareds Kyrkorgelfabrik. Det mekaniska verket har fjorton stämmor, varav några från den tidigare orgeln, fördelade på två manualer och pedal.